# ورونیک بروکیه
ورونیک بروکیه (فرانسوی: Véronique Brouquier‎؛ زادهٔ ۲۸ مهٔ ۱۹۵۷) شمشیرباز اهل فرانسه است.
وی همچنین برندهٔ جوایزی همچون لژیون دونور (شوالیه) شده‌است.
وی در مسابقات کشوری و بین‌المللی در مجموع برندهٔ ۱ مدال طلا، ۱ مدال برنز شده‌است.